# Cecil Jensen
Pour les articles homonymes, voir Jensen.
Cecil Jensen (1902-1976) est un dessinateur humoristique et auteur de bande dessinée américain, surtout connu pour avoir créé le comic strip humoristique Debbie, diffusé de 1946 à 1961.